# Bohuslav Josífek
Bohuslav Josífek (ur. 31 grudnia 1901, zm. 19 lipca 1980) – czechosłowacki żołnierz i narciarz.
Wystąpił na Zimowych Igrzyskach Olimpijskich 1924 w Chamonix w patrolu wojskowym. Z drużyną zajął 4. miejsce.